# Cercis chinensis
Cercis chinensis Bunge  es una especie de planta  fanerógama de la subfamilia Caesalpinioideae de las leguminosas. Es un arbusto que no suele superar los 3,5 metros de altura, de hojas caducas, alternas, con muy vistosas flores rosadas, hasta violáceas, y aún rojas.
Su nombre común es "cercis arbustivo".

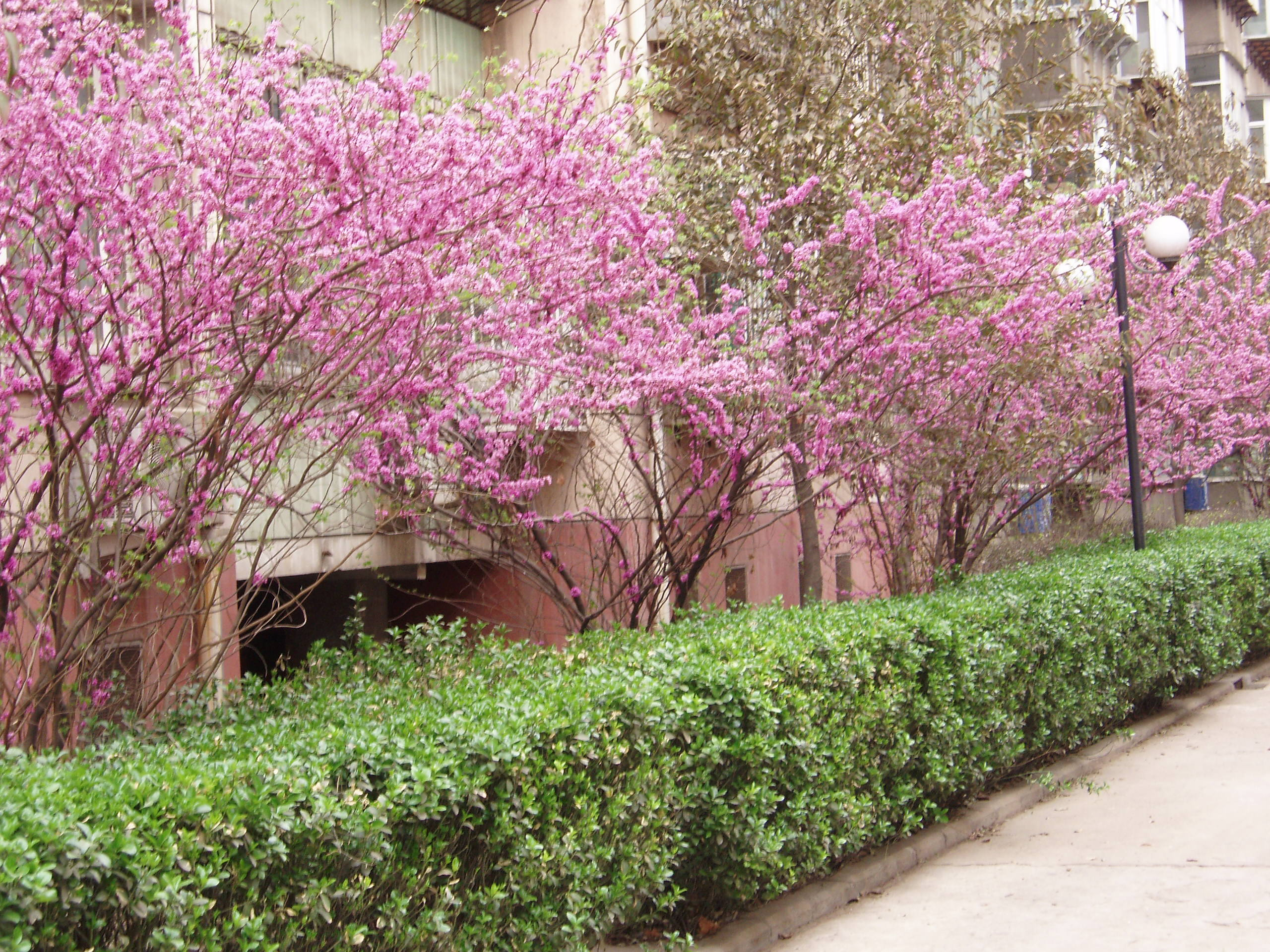
Arbustales de Cercis chinensis.

- Datos: Q12955905
- Multimedia: Cercis chinensis / Q12955905
- Especies: Cercis chinensis